# História do America Football Club

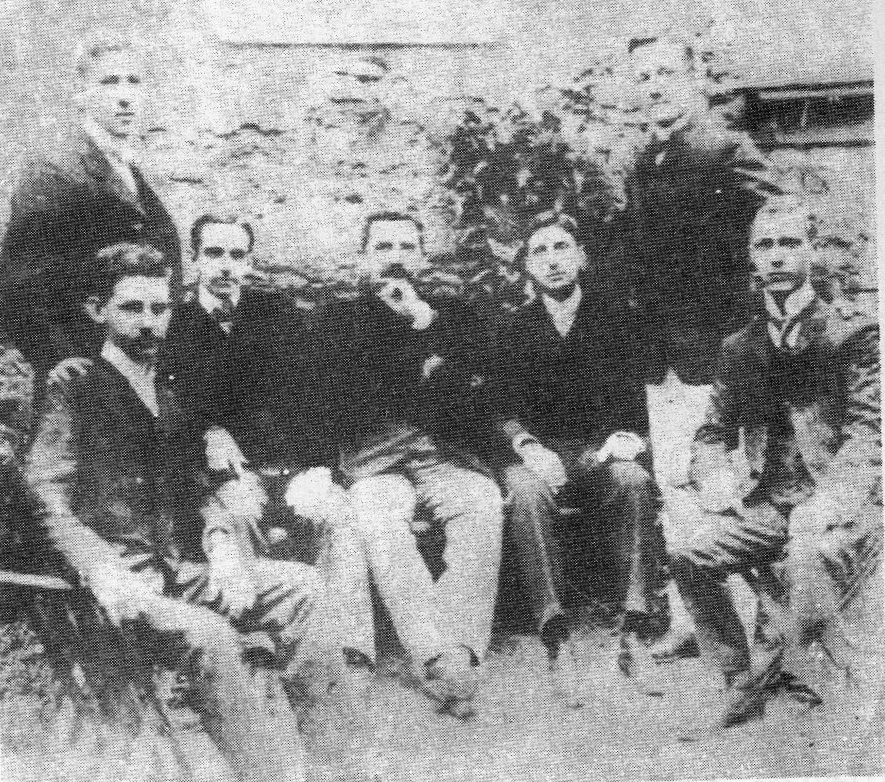
Os fundadores: em pé: Alberto Klotzbücher, Oswaldo Mohrstedt; sentado da esquerda: Henrique Mohrstedt, Gustavo Bruno Mohrstedt, Alfredo Mohrstedt, Jaime Faria Machado e Alfredo Koehler.

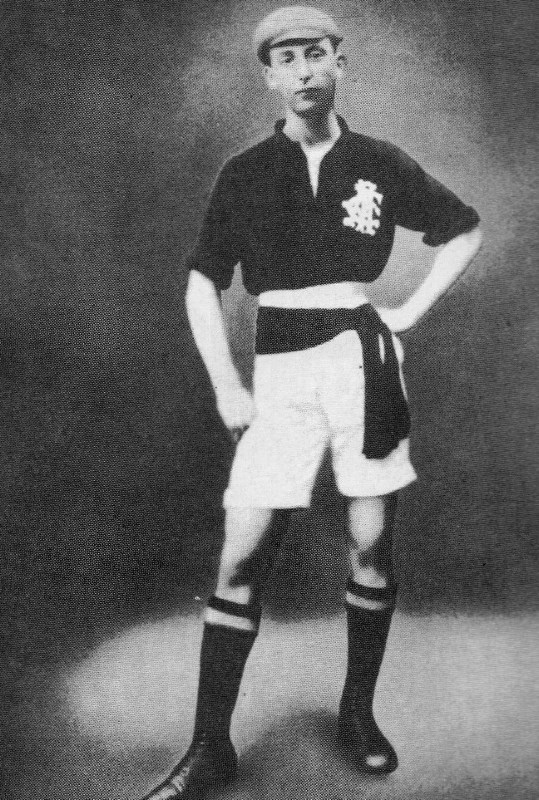
Amilcar Teixeira Pinto, primeiro capitão e autor do primeiro gol, com o primeiro uniforme americano

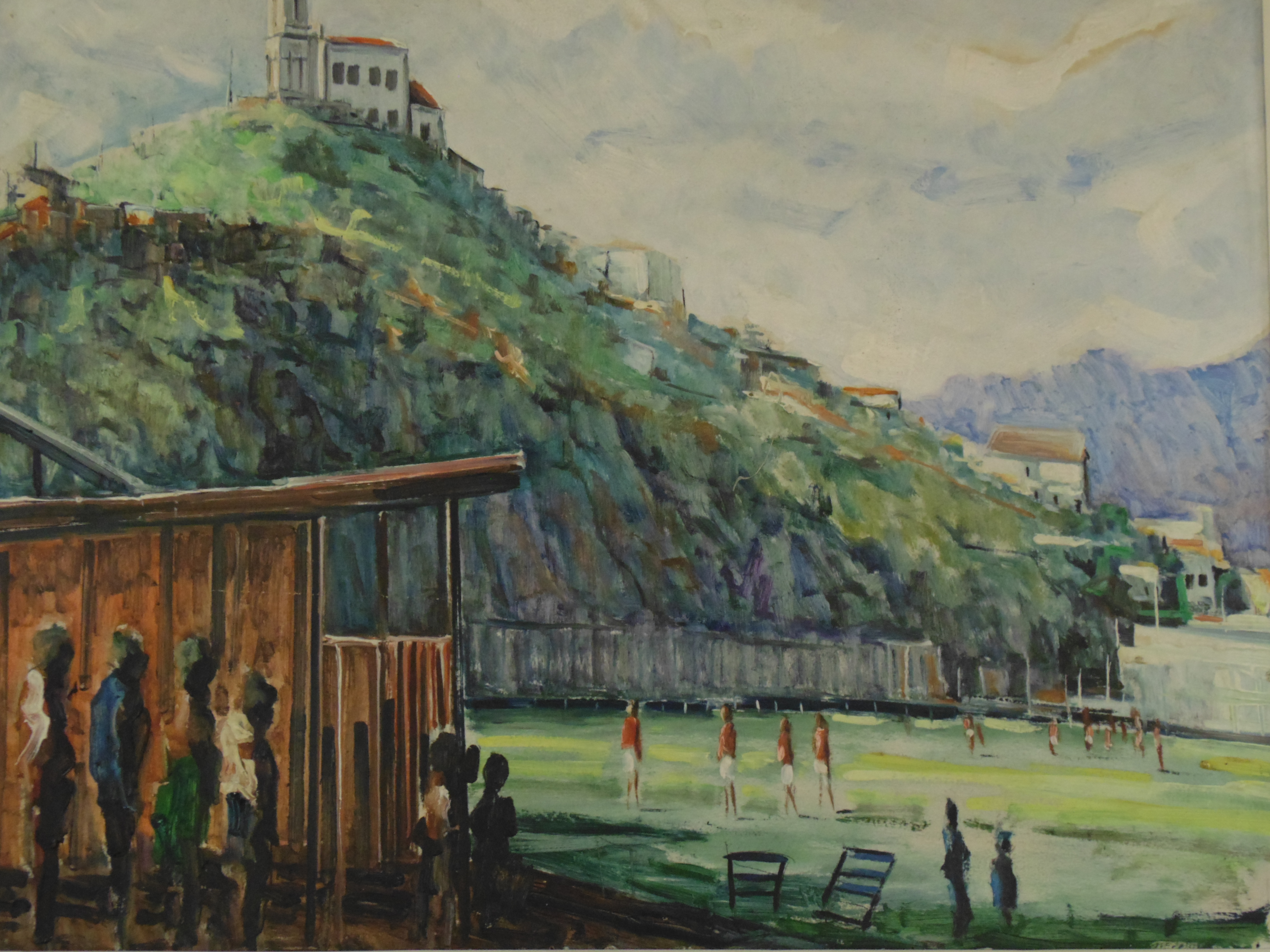
O campo do Andaraí

Após um desentendimento entre associados do Clube Atlético Tijuca, o clube dissolveu-se em 1904. Um grupo formado por Alfredo Koehler, Jaime Faria Machado e Oswaldo Mohrstedt, passou então a articular a fundação de uma nova associação. Tendo assistido, a convite de Oscar Alfredo Cox a um jogo do Fluminense, Mohrstedt não teve dúvida em tentar fundar um clube de futebol.

## Futebol
Fundado em 18 de setembro de 1904, na casa de um de seus fundadores, Alfredo Mohrstedt, na rua Praia Formosa, o America Football Club tornou-se uma das principais forças do futebol do Rio de Janeiro e do Brasil. Tem entre suas principais conquistas, 7 Campeonatos Cariocas, 1 Taça Guanabara, 1 Taça Rio, o Torneio dos Campeões da CBF, e diversos títulos conquistados nas divisões de base. Sete foram, pois, os fundadores do America, com presença registrada nesta histórica reunião; além de Alfredo Mohrstedt, eleito o primeiro presidente, os seus irmãos, Henrique, Oswaldo e Gustavo Bruno, além de Alfredo Koehler, o sócio número 1 do clube, Alberto Klotzbücher e Jayme Faria Machado, o único de origem luso-brasileira neste primeiro momento, com o America vindo a ter a sua primeira associada do sexo feminino registrada na lista de associados enviadas à Liga de Futebol ainda em 1908, Helena de Toledo Medeiros de Albuquerque.
Em entrevista radiofônica do dia 14 de outubro de 1949, existente no Museu Villa Lobos, assim como na página 107 do terceiro volume do documentário A presença de Villa Lobos, publicada pelo MEC em 1968, o Maestro Heitor Villa Lobos, afirma que também fez parte do grupo de fundadores do America.
Mesmo ainda estruturando a sua equipe de futebol, o America foi um dos seis clubes fundadores da Liga de Futebol do Rio de Janeiro, tendo sido representado nesta histórica reunião do dia 20 de maio de 1905, por Alberto Hagstroem e Henrique Mohrstedt.
Sua primeira camisa, a de 1904 até 1906 era toda preta. De 1906 a 1908, ficou rubro-negra por conta de problemas de fornecimento. Finalmente, em 1908, graças a João Evangelista Belfort Duarte, foi substituída pela atual e tradicional camisa vermelha e calção branco. As novas cores foram escolhidas em homenagem à Associação Athletica Mackenzie College, de São Paulo, a quem o America havia enfrentado em jogo amistoso interestadual.
O primeiro campo do America foi num terreno baldio, pertencente a Estrada de Ferro Rio D'Ouro, à Rua Pedro Alves. Em 12 de agosto  de 1906, houve a transferência para a rua São Francisco Xavier, 78. Como este campo não tinha as medidas para a disputa de partidas da primeira categoria, precisou-se indicar, em 1908, o campo do Bangu, na Rua Ferrer e em 1910, o do Fluminense, na Rua Guanabara (atual avenida Pinheiro Machado). Em 1906 disputou a segunda divisão, sendo o vice-campeão, e a partir de 1907 passou a  disputar o campeonato carioca da primeira divisão.
Em 1911, o America finalmente conseguiu um bom campo de futebol na Rua Campos Sales, na Tijuca, após a fusão com o Haddock Lobo Football Club, dono do espaço. A união e a manutenção do nome e das cores do America após a mesma foram conseguidas graças à habilidade dos dirigentes do America. Estando o Haddock Lobo passando por uma crise financeira, a diretoria americana sugeriu a fusão entre os dois clubes tijucanos. O novo clube, inicialmente, se chamaria Haddock Lobo-America Football Club.
Aceita a fusão, aos poucos os dirigentes rubros convenceriam os do Haddock Lobo a manter o vermelho e branco americanos nas cores do novo clube (o Haddock Lobo era alvi-marrom), e depois a manter o nome da agremiação como America Football Club. A fusão entre os dois clubes, na prática, acabou sendo apenas uma aquisição dos terrenos do Haddock Lobo e integração dos atletas do Haddock Lobo (entre eles Marcos Carneiro de Mendonça), já que a identidade do America permaneceu inalterada.
Já reforçado pelos atletas do Haddock Lobo, o America ganhou mais jogadores com a extinção do Riachuelo, em 1911. Além dos atletas, ex-sócios dessa agremiação se integraram ao clube rubro, também ganhou o campo da rua Campos Sales, utilizado como campo do clube a partir do Campeonato Carioca, e, logo após, fez seu primeiro jogo interestadual no novo campo em 12 de outubro de 1911, ao empatar com o Ypiranga de São Paulo, pelo placar de 1 a 1. Assim, o America fortalecia suas bases para em breve figurar entre os maiores clubes do Rio. Neste mesmo ano, o America foi o vice-campeão carioca, com 3 vitórias, 1 empate e 2 derrotas.
Em 16 de novembro de 1911 o clube rubro torna-se o primeiro clube carioca a visitar Belo Horizonte, por convite do presidente do Estado de Minas Gerais, Bueno Brandão, vindo a ganhar do Yale Atlético Clube por 1 a 0, gol de Horácio Figueiredo, em partida que só teve um tempo disputado por conta do temporal que se abateu sobre a capital mineira.
Em 1912, no ginásio da rua da Quitanda nº 47 (antigo Ginásio Nacional que originou o Colégio Pedro II), no Centro do Rio de Janeiro, aconteceram os primeiros torneios de basquete no Rio. O America foi o primeiro clube carioca a iniciar a prática do basquete, incentivado por Henry J. Sims, então diretor da Associação Cristã de Moços, em 1913. Quando da visita da Seleção Chilena de Futebol, tendo a Seleção do Chile vencido a partida entre eles por 3 a 2, em 18 de setembro de 1913, na primeira partida internacional da História rubra.
A convite do America, seus integrantes, membros da Associação Cristã de Moços, de Santiago, passaram a freqüentar o ginásio da rua da Quitanda. Henry Sims, convenceu os dirigentes do America a introduzir o basquete no clube da rua Campos Salles, no bairro da Tijuca. Para animá-los, arranjou um jogo contra os chilenos oferecendo uma equipe da ACM, com o uniforme do America que triunfou pelo curioso score de 5 a 4. O plano vingou e o America foi o primeiro clube carioca a adotar o basquete.
O America começou a se firmar entre os grandes do Rio de Janeiro em 1913, quando conquistou o Campeonato Carioca com 12 vitórias e apenas 3 derrotas, ao derrotar o São Cristóvão em 30 de novembro por 1 a 0 com gol de Gabriel de Carvalho aos 8 minutos de jogo. Numa partida deste campeonato, o americano Belfort Duarte colocou a mão na bola dentro da área e como o árbitro não viu, ele se acusou e o pênalti foi marcado. Jogador que nunca foi expulso em sua carreira, Belfort Duarte virou nome de prêmio oferecido aos jogadores mais disciplinados, aqueles que nunca fossem expulsos em sua carreira.
Na vitória do America por 9 a 1 sobre o Americano da cidade do Rio de Janeiro no Campo da Rua Guanabara pelo Campeonato Carioca de 1913, que separaram-se as torcidas dos clubes pela primeira vez no futebol carioca, por iniciativa dos dirigentes do America.
Neste ano o America inaugurou o campo do Andarahy Athletico Club com uma goleada sobre este oponente por 6 a 1. Na década de 1960, o America acabaria por se tornar o proprietário deste estádio.
Em 1914, o America sofreu uma grande dissidência, quando cerca de 70 jogadores e sócios descontentes com a diretoria, resolveram em reunião ingressar em outro clube e outros 30 saíram do clube rubro. Os 70, após debaterem, escolheram o Fluminense como o clube a ser adotado, entre estes, Marcos Carneiro de Mendonça, campeão carioca pelo America no ano anterior e que viria a ser o primeiro goleiro da Seleção Brasileira. crise provocada a partir do patrocínio para a vinda ao Brasil da Seleção Chilena de Futebol no ano anterior, que causou um déficit de 2.792$000 ao clube, motivo de discórdia entre o grupo do presidente Alberto Carneiro de Mendonça e o de Belfort Duarte.
Em 12 de outubro de 1914, o America foi um dos protagonistas da segunda partida com iluminação artificial no Brasil ao derrotar o Vila Isabel por 6 a 1.
Tendo terminado os campeonatos cariocas de 1914 e [
1915 em 4º e 3º lugar, o America voltou a ser campeão em 1916 na penúltima rodada deste campeonato no jogo contra o São Cristóvão no campo do adversário, ao vencê-lo por 1 a 0 com gol de Gabriel de Carvalho, como ele mesmo fizera três anos antes ao dar o primeiro título do America, contra este mesmo adversário.
Por ocasião do encontro com o Mackenzie College em 1916, o America deixa de usar pela primeira vez o seu uniforme oficial e entra em campo com camisas brancas, que passaria a ser a cor de sua segunda camisa deste então, para ser gentil com o adversário que tinha o seu uniforme todo encarnado, com o resultado desta fraterna partida tendo sido 2 a 2.
Vice-campeão carioca de 1921 ao perder o título na prorrogação de jogo desempate contra o Flamengo, o America voltou a ser campeão em 1922 novamente vencendo o São Cristóvão na penúltima rodada, agora por 3 a 1, deixando o vice-campeonato com o mesmo Flamengo que  havia lhe tirado o título um ano antes. Com a conquista do Campeonato Carioca de 1922, o America recebeu o título honorário de "Campeão carioca do centenário da Independência do Brasil".
Em 1924, o America realizou melhorias em seu campo da Rua Campos Salles, tornando-se o segundo clube carioca a ter arquibancadas de cimento, embora a estrutura de estádio só viesse a ser concretizada em 1952.
O America foi campeão de 1928 vencendo 13 jogos, empatando 4 e  perdendo apenas 1, ao ganhar na última rodada do Flu por 3 a 1 no Estádio da Rua Campos Sales.

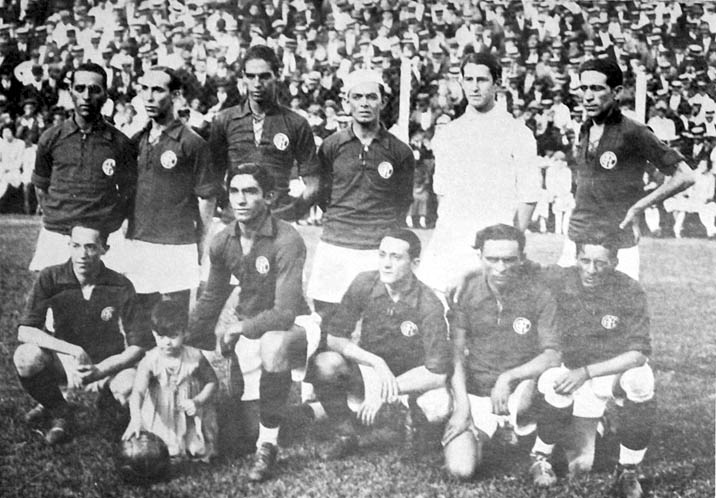
America FC, vice-campeão em 1929

Em 1929, o America começou o ano excursionando por gramados da Argentina e do Uruguai, perdendo 2 jogos contra a poderosa Seleção Argentina de Futebol (1 a 6 e 0 a 2), ainda na Argentina goleando o Ferrocarril por 5 a 1 e empatando com um Combinado Portenho (referência aos habitantes de Buenos Aires) por 1 a 1. No Uruguai, o America empatou com o Peñarol por 1 a 1. Em meados deste ano o America empatou com o Ferencváros, campeão húngaro, por 1 a 1.
No dia 3 de novembro de 1929 o America foi forçado a repetir um jogo que havia sido contestado pelo Botafogo. Na repetição da partida, o America ganhou o jogo por 11 a 2. No final, terminou o Campeonato Carioca como vice-campeão.
Em 1930, o America terminou o Campeonato Carioca em terceiro lugar, seu jogador Sobral foi o terceiro artilheiro deste campeonato com 16 gols e o goleiro Joel e o médio volante Hermógenes disputaram a primeira Copa do Mundo de futebol, realizada no Uruguai.

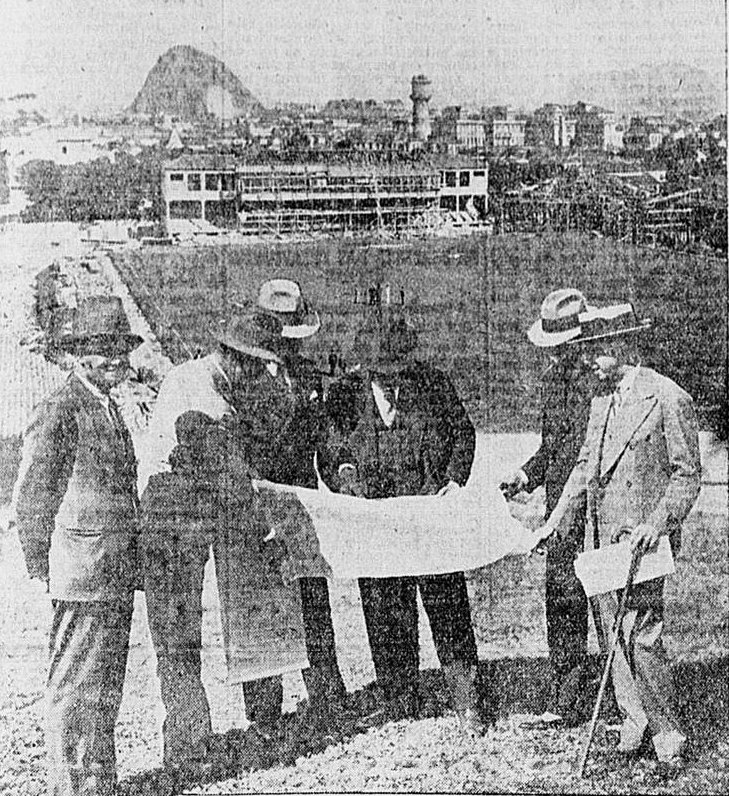
Obras na sede da rua Campos Sales em 1931

O America foi campeão carioca de 1931 ao vencer o Bonsucesso na última rodada por 3 a 1, novamente em seu campo da rua Campos Sales, com 2 gols de Carola e um de Adalberto.
Terminou a fase pré-profissional do Campeonato Carioca (edições de 1906 a 1932; 1933 e 1934 pela AMEA, a qual não se filiou) com 5 títulos, dois a mais que o Vasco, ficando em quarto no número de conquistas amadoras.
O time rubro voltou a ser campeão em 1935 ao empatar com o Flamengo por 2 a 2 no Estádio de Laranjeiras, terminando este  campeonato com 11 vitórias, 2 empates e 2 derrotas. Os dois gols americanos foram do artilheiro Plácido. Neste mesmo ano já havia sido vice-campeão do Torneio Aberto, vencendo o Fla na fase semifinal, mas vindo a perder o título para o Flu na decisão.
No ano de 1936, o America disputou três partidas contra a Associação Portuguesa de Desportos em disputa da Taça dos Campeões Estaduais Rio-São Paulo, vindo a perder a primeira no Estádio da Ponte Grande, em São Paulo, por 3 a 2, vencendo as duas seguintes, ambas disputadas em Campos Sales, por 1 a 0 e 3 a 1, sagrando-se campeão interestadual.
Em 1937, America e Vasco foram protagonistas de um momento histórico do futebol carioca, que tornou este clássico do futebol, conhecido como o Clássico da Paz.
O America voltaria a ser campeão ao ganhar o Torneio Extra de 1938, ao empatar com o Flamengo por 2 a 2 no campo do São Cristóvão, com  gols de Lacínio e Gallego para o time rubro. A campanha do America teve 4 vitórias, 3 empates e apenas 1 derrota, 17 gols a favor e 12 contra.
No dia 18 de dezembro de 1938, em partida válida pelo Campeonato Carioca, no seu campo da rua Campos Sales, o America conseguiu virar o resultado de um jogo contra o Vasco em que começou perdendo por 4 a 0, para 6 a 4.
Em 30 de julho de 1939, em jogo contra o Vasco, o centroavante do America, Plácido de Assis Monsores, fraturou o antebraço no início do segundo tempo, prosseguindo no jogo apenas com uma tipoia e ajudando o America a ganhar este clássico por 3 a 1.
O ano de 1945 começou com uma longa e vitoriosa excursão do America por estados do Norte e do Nordeste do Brasil com a escalação: Dalmar; Osnir e Grita; Wilson, General e Amaro; China, Álvaro, Maxwell, Lima e Esquerdinha. Em uma campanha de 46 jogos: com 28 vitórias, 8 empates e 10 derrotas, com 129 gols marcados e 74 gols sofridos.
Ao retornar para o Rio sagrou-se campeão do Torneio Relâmpago ao vencer o Vasco por 2 a 1, com dois gols de Maneco.
Em 1946 faltou sorte ao America, pois tendo um time forte perdeu o título do Torneio Relâmpago para o Vasco na última rodada ao perder para o Fluminense por 2 a 1, perdeu o título do Torneio Municipal ao perder para o Botafogo na última rodada, tendo que assistir Vasco e Fluminense realizarem jogos-desempate, na disputa do título do Torneio Início perdeu a final para o Flamengo por 2 a 1, além de deixar de ser campeão na última rodada do Campeonato Carioca ao perder para o Botafogo por 3 a 1, tendo que participar depois da fase de desempate conhecida como Supercampeonato, envolvendo o clube rubro, Botafogo, Flamengo e o Fluminense, que sagrou-se campeão carioca deste ano.
Em 1949, o America foi campeão do Torneio Início ao vencer o Bangu por 1 a 0 na final, com gol de pênalti convertido por Hilton Viana. Ainda neste ano o time rubro fez vitoriosa excursão ao Chile, onde derrotou a Seleção Chilena de Futebol por 2 vezes (2 a 0 e 3 a 2), o Everton por 2 a 1, empatando com o Unión Española por 4 a 4 e sendo derrotado por este mesmo adversário por 2 a 1.
O America disputou a primeira final do Campeonato Carioca no Maracanã tendo sido vice-campeão de 1950 ao perder a final para o Vasco por 2 a 1 perante 121.765 espectadores (104.775 pagantes), com gols de Ademir Menezes para o Vasco e Maneco para o America no primeiro tempo, com Ademir marcando o gol da vitória vascaína no segundo tempo. Em 20 jogos o América teve 14 vitórias, 3 empates e 3 derrotas, fazendo 52 gols e sofrendo 30, tendo vencido todos os primeiros clássicos disputados no Maracanã (4 a 2 no Botafogo, 3 a 1 no  Fluminense, 3 a 2 no Vasco e 3 a 1 no Bangu), exceto o jogado contra o Flamengo, com quem empatou de 2 a 2. Durante o ano de 1950 o America liderou o Campeonato Carioca, mas após o campeonato entrar pelo ano de 1951, o America perdeu para o Bangu, para o Botafogo e finalmente para o Vasco, nos seus 3 últimos jogos, perdendo também um campeonato que dava como ganho.

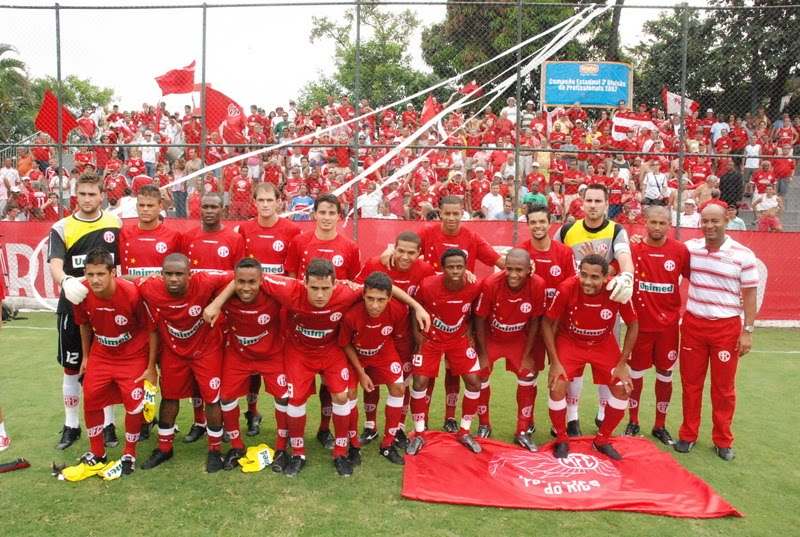
Jogadores que levaram o America de volta à Primeira Divisão em 2009

Tendo conquistado sete campeonatos cariocas em sua história, não teve a felicidade de ver o seu melhor time campeão, em 1955, mas antes disso mostrou a qualidade que seu time de futebol tinha na década de 1950.
Em 1951, as equipes inglesas do Arsenal e do Portsmouth excursionaram pelo Brasil, tendo ambas enfrentado o America no Maracanã. No dia 27 de maio o America derrotou o Arsenal perante 20.856 espectadores (14.574 pagantes), com gols de Dimas e Rubens, descontando Gudmursson para os ingleses. Já no dia 8 de junho o America venceu o Portsmouth por 3 a 2, com gols de Rubens, Ranulfo e Dicknson (contra), com Reid (2) descontando perante 24.005 espectadores (17.864 pagantes).
No dia 18 de julho de 1951, o America conseguiu uma vitória que entrou para a sua história. Convidado para disputar um torneio na cidade de Montevidéu, quando lá chegou, verificou que não iria disputar um torneio, e sim um jogo contra o Peñarol, base da Seleção Uruguaia de 1950, que queria reafirmar a superioridade do futebol daquele país.
A partida foi marcada para o dia 18 de julho de 1951, data nacional uruguaia e estava decretado feriado desde o dia 16, para comemorarem também o primeiro aniversário da conquista da Copa do Mundo de 1950. Perante 65.000 uruguaios, o América fez uma grande partida e ganhou o jogo por 3 a 1.
Na conquista do Torneio Extra Carlos Martins da Rocha (torneios extras eram campeonatos disputados nos mesmos anos que os campeonatos cariocas oficiais de determinado ano e este em especial homenageou um ex-dirigente do Botafogo dando-lhe seu nome) em 1952, o America derrotou o Flamengo por 1 a 0 após 148 minutos de futebol, pois o regulamento previa que haveria tantas prorrogações de 15 minutos quanto fossem necessárias até que um time conquistasse a vitória, fazendo o gol necessário para isto, com o meia-esquerda Ari, fazendo o gol do título, com um forte chute de fora da área.
Em 1954 o clube criou e organizou o Futebol de Salão, fundando a federação carioca, a primeira do mundo, por intermédio de Newton Zarani.
O Jornal dos Sports, de 31 de dezembro de 1954, em sua página 5, divulgou uma pesquisa do instituto de pesquisas IBOPE que apontou a torcida do America como a quarta do Rio de Janeiro, com 6% da preferência dos torcedores, 1% à frente da torcida do Botafogo, o que refletiu o grande momento que o America viveu naquela época.

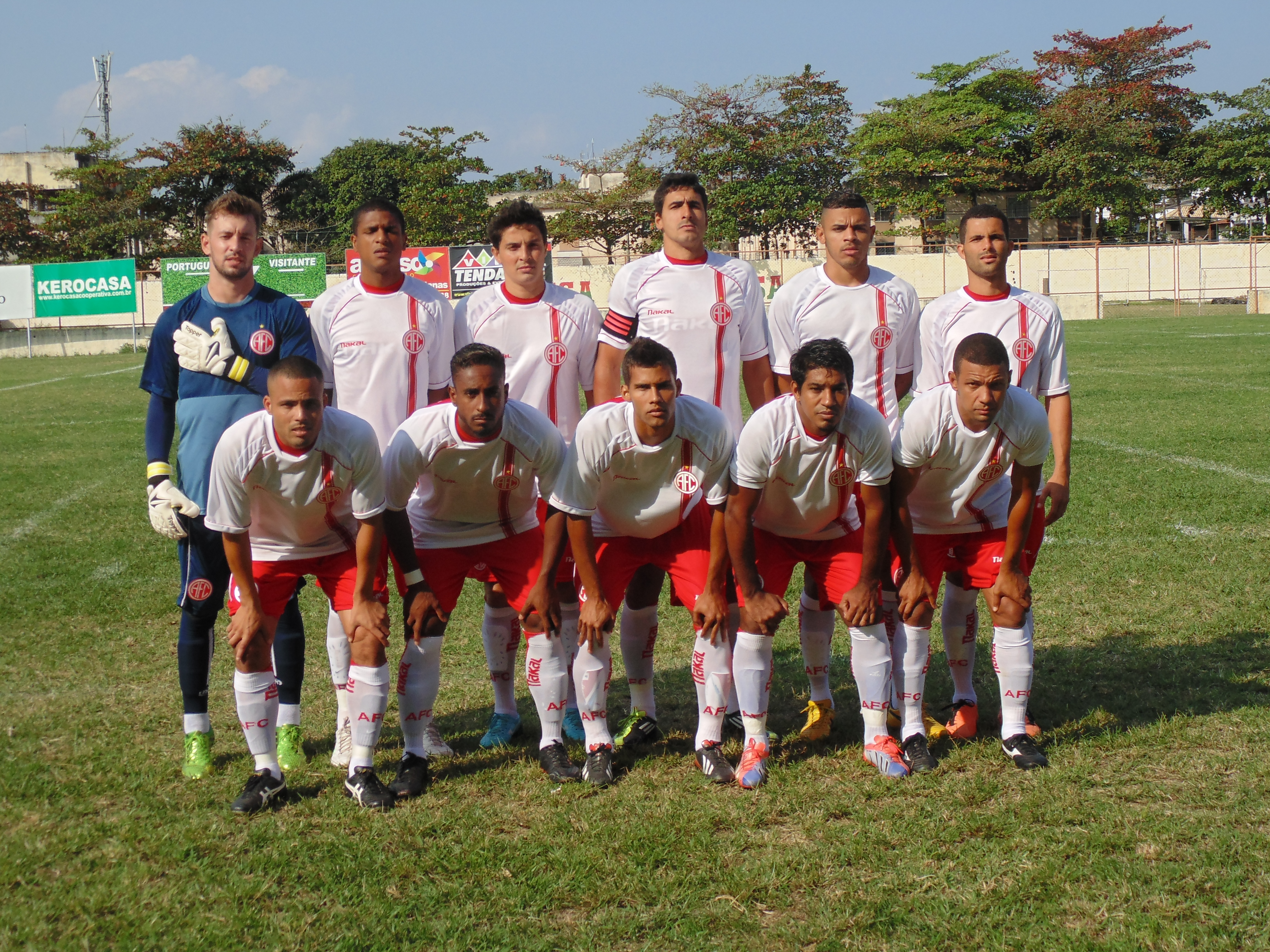
Equipe do America, em 2014

No Campeonato Carioca de 1954, o America garantiu o vice-campeonato ao vencer o Fluminense por 3 a 0, já em 16 de fevereiro de 1955, com 2 gols de Alarcón e 1 de João Carlos. Em 27 jogos o America obteve 17 vitórias, 6 empates e apenas 4 derrotas, marcando 59 gols e sofrendo apenas 27. No torneio Rio São Paulo, pela primeira vez, o artilheiro foi o rubro Simões.
O America já havia sido vice-campeão em 1950 e 1954 e no Campeonato Carioca de 1955, realizou grandes jogos, goleando adversários tradicionais como o Flamengo (5 a 1), Fluminense (4 a 0 e 5 a 1), Botafogo (3 a 1 e 4 a 0), Bangu (5 a 3, 6 a 1) São Cristóvão (6 a 0), Madureira (4 a 0).

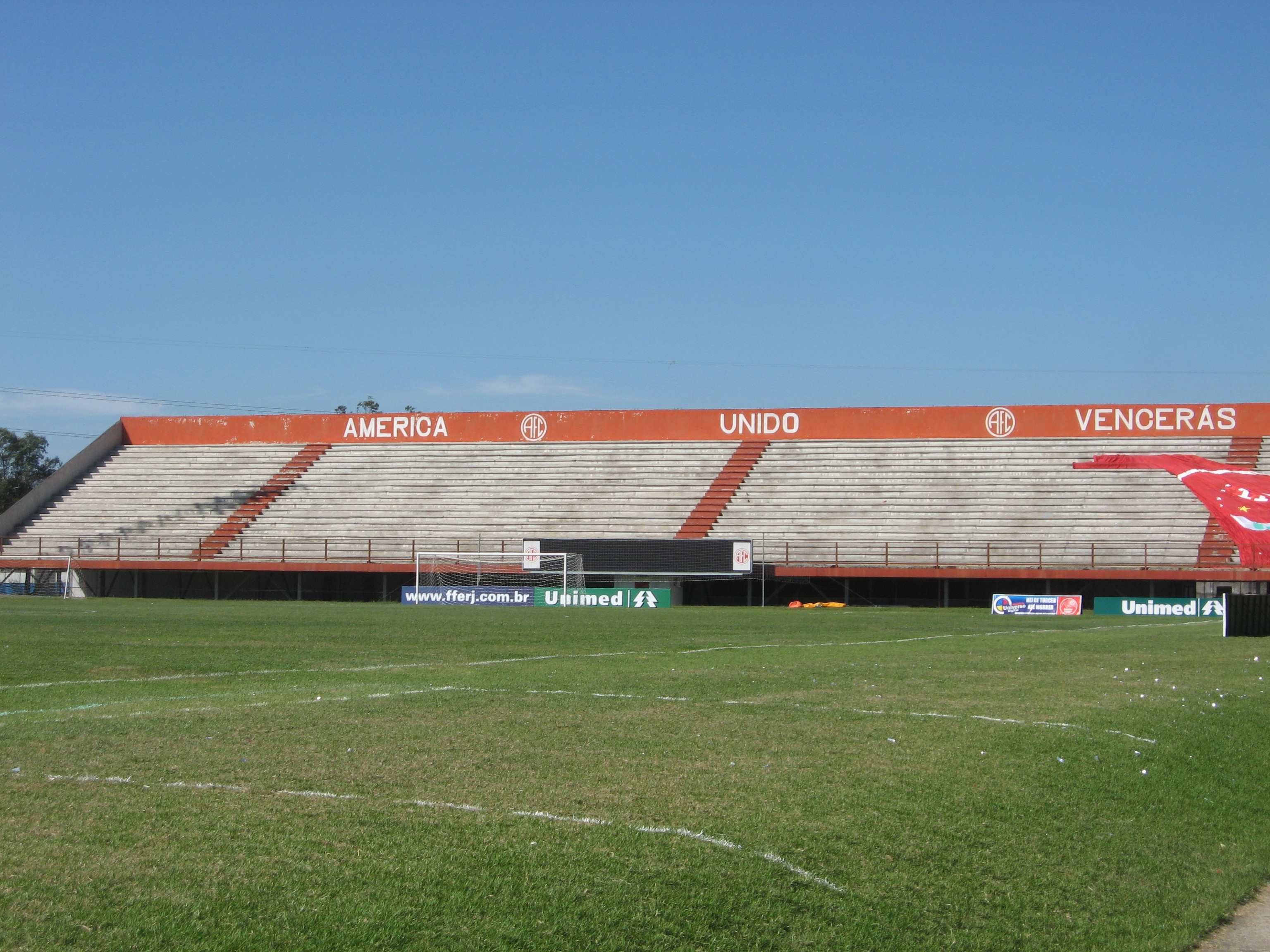
Detalhe do Estádio Giulite Coutinho

Fato relevante na montagem deste grande time do America foram as contratações em abril de 1955, de Canário, Washington e J. Alves ao Olaria, com Canário vindo a ser grande destaque americano e jogador da Seleção Brasileira. Em 1960, Canário foi o primeiro jogador brasileiro a ser campeão da Copa dos Campeões da Europa, jogando pelo Real Madrid, tendo sido um dos grandes destaques dos merengues nesta conquista.
Em junho e julho, o America participa do Torneio Internacional Charles Miller, disputado nas cidades do Rio de Janeiro e de São Paulo, e sagra-se vice-campeão, vencendo o Flamengo (1 a  0), o Peñarol (4 a 1), o Benfica (4 a 2), perdendo para o Corinthians (3 a 1) e empatando com o Palmeiras (2 a 2), sendo campeão o Corinthians com 1 ponto perdido (o America teve 3). Segundo o Anuário Esportivo 1956, a partida contra o Benfica de Portugal, registrou a impressionante renda de Cr$ 2.513.222,90, com 94.642 torcedores presentes (87.686 pagantes) ao Estádio do Maracanã, sendo este o maior público da história do America, exceto considerados clássicos estaduais.
Ainda em julho o America vence o Torneio Quadrangular Internacional, em Lima, capital do Peru, vencendo o Universitário (3 a 1), o Alianza (4 a 2) e na final, o Santos  por 2 a 1, com 2 gols de Alarcón, descontando Vasconcellos para os santistas. Após a conquista, o America ainda venceu um combinado Alianza-Universitário, por 3 a 2, com gols de Wassil (2) e Washington.
A saída do treinador Martim Francisco ao final do Campeonato Carioca de 1955, já em 1956, pode ser considerado o fim deste grande time do America, que não obteria resultados tão expressivos após isto, embora jogadores seus viessem a servir a Seleção Brasileira ainda em 1956, nas Taças Oswaldo Cruz, Atlântico e nos amistosos contra as seleções da Itália e da Argentina, tendo ainda o clube rubro não ter tido a sorte de ver realizado o Torneio Rio-São Paulo em 1956, quando tudo indicava que faria uma grande campanha, pela força de seu time.
Tendo sagrado-se campeão do Terceiro Turno de 1955 (que entrou pelo ano de 1956), ganhando na final do Fluminense por 2 a 0, com mais de cem mil pessoas presentes no Maracanã, habilitou-se a disputar as finais em melhor-de-três contra o Flamengo, em outros jogos realizados com o Maracanã lotado.
O America perdeu o primeiro jogo, por 1 a 0, no segundo ganhou do Flamengo por 5 a 1. No último, com mais de 147.000 pessoas no Maracanã, perdeu para o Flamengo por 4 a 1. A nota destoante, é que nesse jogo, o América teve o meia-esquerda Alarcón atingido de maneira violenta e por isso teve que sair do jogo aos 15 minutos do primeiro tempo. O America atuou o resto do tempo com 10 jogadores, pois naquela época não havia substituições, o que certamente contribuiu para o desfecho do campeonato.
Em 1955, o America ainda excursionou pela Europa, realizando dezoito partidas, ganhando treze, empatando três e perdendo duas. O clube rubro montou outro time e acabou fechando a grande década com a conquista do Campeonato Carioca de 1960, ganhando do Fluminense na final, com mais de cem mil pessoas presentes ao Maracanã. Com a conquista tornou-se o primeiro campeão do recém-fundado Estado da Guanabara.
Após conquistar o título carioca no último ano da década de 1950, o America não teve tanto sucesso na década de 1960, tendo perdido espaço para o Botafogo no futebol carioca neste período, apesar de alguns grandes momentos.
Em 1956, o America participou da fundação da Federação Carioca de Futebol de Salão, modalidade pela qual o clube conquistou o tricampeonato entre 1960 e 1962, e o campeonato de 1968.
A maior conquista nesta década foi obtida no dia 18 de outubro de 1961 quando o America conquistou a Zona Sul da Taça Brasil, etapa regional Sul-Sudeste da Taça Brasil (este foi o último ano que cariocas e paulistas disputaram os torneios regionais da Taça Brasil, pois  a partir daí passaram a entrar diretamente nas semifinais) ao vencer a Sociedade Esportiva Palmeiras por 2 a 1 perante cerca de 30.000 torcedores (19.130 pagantes), com quem havia empatado por 1 a 1 no primeiro jogo. Para chegar ao título o America passou também pelo Fonseca Atlético Clube de Niterói (0 a 0 e 3 a 0) e pelo Cruzeiro Esporte Clube (2 a 1 e 1 a 1).
Ainda em 1961, o America venceu o Torneio de Cali, vencendo os dois clubes da Cidade, America de Cali, e o Deportivo, sagrando-se campeão invicto ao bater o Argentino Juniors.
Em um grande torneio disputado em Nova Iorque, Estados Unidos, com a participação de doze clubes de países diferentes, o America conquistou o título do Torneio International Soccer League II 1962, invicto, com 5 vitórias e 2 empates,14 gols a favor e 9 contra, batendo nos dois jogos finais o Belenenses, de Lisboa, por 2 a 1 e 1 a 0.
No dia 19 de abril de 1967, o America inaugurou o Estádio Wolney Braune em uma partida de juvenis contra o Flu, que terminou em 1 a 1, com o primeiro gol sendo marcado por João Francisco aos 37 minutos do primeiro tempo, de falta, para o Fluminense, com Antônio Carlos empatando a partida aos 14 minutos da etapa final, também em cobrança de falta.
Outra grande conquista foi obtida no Torneio Internacional Negrão de Lima no Maracanã em 1967, que teve ainda a participação do Club Nacional de Fútbol de Montevidéu  (America 1 a 0), do Huracán de Buenos Aires (America 4 a 0) e do vice-campeão Vasco, a quem o America venceu na final por 3 a 1, com 3 gols de Edu. Em 1969, este grande atacante rubro terminou como o artilheiro do Torneio Roberto Gomes Pedrosa, com o America terminando o maior campeonato do Brasil desta época em sétimo lugar.
Nesta década o America ainda conquistaria o Torneio Quadrangular Costa e Silva (ES) em fevereiro de 1968, torneio que contou com as participações do Club de Regatas Vasco da Gama, da Desportiva Ferroviária e do Rio Branco Atlético Clube, além do Torneio Luís Viana Filho em junho, na cidade de Salvador, que teve as participações do Esporte Clube Bahia, Esporte Clube Vitória, Galícia Esporte Clube e Clube de Regatas do Flamengo.
Em 30 de abril de 1968 o America sagrou-se campeão carioca de aspirantes ao vencer o Fluminense por 1 a 0 no Estádio Wolney Braune.
Depois disso, o America formou outro grande time, na década de 1970, e apesar de não ter sido campeão carioca, conquistou a Taça Guanabara de 1974 (em 1975 foi vice) em outra final contra o Fluminense, igualmente com mais de 100.000 pessoas no Maracanã, entre pagantes e não pagantes, escrevendo mais uma página deste clássico, America versus Fluminense. Entre tantos grandes jogadores do America nesta época, havia Luisinho, ou Luís Alberto da Silva Lemos, o Maior Artilheiro do America em todos os tempos, com 311 gols pelo time rubro, nas décadas de 1970 e 1980.

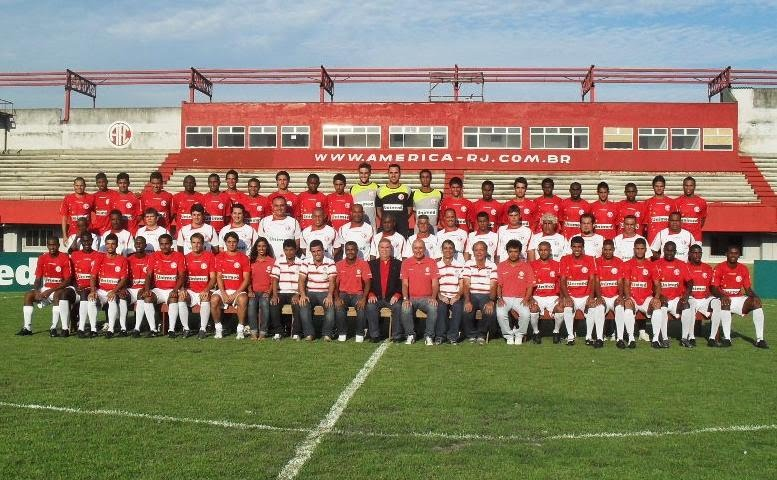
Delegação completa do America campeã do Carioca Série B em 2009 capitaneada por Romário.

Outro grande nome desta época, foi o zagueiro alemão naturalizado brasileiro, Alex, que fez 673 jogos pelo América (entre 1967 e 1979) e foi um dos jogadores que ganharam o Prêmio Belfort Duarte, mesmo sendo zagueiro no competitivo futebol profissional e tendo disputado centenas de partidas.
Em 1979, o America fez o artilheiro do Campeonato Brasileiro, César, com 13 gols, assim como já havia acontecido no Torneio Roberto Gomes Pedrosa de 1969, quando Edu foi o artilheiro com 14 gols, a frente de ninguém menos do que o Rei Pelé. Já no Campeonato Estadual do Rio de Janeiro (antigo Campeonato Carioca), o America fez o artilheiro nos anos de 1914 (Ojeda, 9 gols), 1929 (Telê, 23 gols), 1974 (Luisinho, 20 gols) e 1983 (Luisinho, 22 gols). Outro registro importante foi a conquista do campeonato carioca infanto-juvenil, batendo o Flamengo na final, em uma equipe que revelou o zagueiro Zedilson, e o meia Moreno, que brilharam no clube poucos anos depois.
Em 12 de junho de 1982, o America conquistou o Torneio dos Campeões, competição organizada pela CBF, contando com a presença dos maiores clubes do Brasil, derrotando na final o Guarani(SP), por 2 a 1. Neste mesmo ano, o America conquistou também a primeira edição da Taça Rio, segundo turno do Campeonato Estadual do RJ (que estreava o nome "Taça Rio"), ao vencer o Fluminense na última rodada por 4 a 2.
No ano de 1983, o time rubro conquistou o Torneio Costa Dourada, em Tarragona, na Espanha, disputando contra os clubes espanhóis Reial Club Deportiu Espanyol, de Barcelona, e Valencia Club de Fútbol (America 2 a 0 na primeira rodada), além do clube escocês Dundee United Football Club, a quem o America venceu na final por 2 a 1. No carioca, o America foi vice-campeão do 1o turno (Taça Guanabara) e 3o colocado na Taça Rio, com boa participação (13 vitórias, 5 empates e 4 derrotas), mas fora das finais.
Nos anos seguintes, o America fez participações medianas no Carioca (5º em 1984, 6º em 1985, e 7º em 1986), e nos brasileiros, e somente em 1986 teve seu último lampejo a nível nacional.
Em 1986, o America conquistou a sua melhor colocação em campeonatos brasileiros da 1.º Divisão, chegando em terceiro lugar, sendo semifinalista da competição, após ser derrotado no Morumbi pelo S. Paulo por 1x0, e empatar no Maracanã em 1x1, com a equipe que se sagrou a campeã brasileira, em janeiro de 1987. Até esse ano, o clube tinha disputado todas as edições do Campeonato Brasileiro na Série A desde 1971 e era então, segundo o Ranking da CBF daquela época, a 13ª equipe mais bem classificada na história do torneio; no jogo da semifinal, o clube teve 50.502 espectadores pagantes ao Maracanã na semifinal em que empatou de 1 a 1 contra o São Paulo.
No ano seguinte foi criado o Clube dos 13 que organizou, com o aval da CBF a Copa União. O America foi excluído da disputa pela CBF (ao lado do Guarani) e recusou-se a disputar o Módulo Amarelo. Os dirigentes do America disseram que: "Não foi observado o critério técnico para a formulação dos Módulos. A CBF formulou convites. Nós não aceitamos jogar no Módulo Amarelo, que não passa de uma segunda divisão." Manteve-se afastado de competições oficiais em 1987, no que foi considerado um erro por muitos, do presidente da época, o Almirante Alvaro Grego.
Em 1988, foi reconduzido à Série A do Brasileiro, mas foi rebaixado juntamente com o Bangu, Criciúma e Santa Cruz. Problemas institucionais com a CBF e com a Federação de Futebol do Estado do Rio de Janeiro, além de consecutivas más administrações, impediram o America de continuar a sua trajetória vitoriosa como antigamente. No ano seguinte, ao se classificar em 23o lugar na série B, o America caiu para a série C. Em 1990, ao se classificar em 13o na série C, voltou para a segunda divisão. Já em 1991, o campeonato brasileiro foi desastroso, com novo rebaixamento.
Em 5 de dezembro de 1994, decidiu a final do Campeonato da Capital, fase da Copa Rio, contra o Fluminense, perdendo por 4 x 1, na última decisão do clássico.
O processo de recuperação do clube começou em 2000 com a inauguração do Estádio Giulite Coutinho e uma grande reestruturação financeira, fiscal e patrimonial. Este processo refletiu-se no departamento de Futebol, com a classificação para a Copa do Brasil em 2004 e 2005.
Em 2006, o clube voltou a seus tempos de glória, sendo a grande sensação do Campeonato Carioca: teve a melhor campanha nas fases classsificatórias, foi finalista da Taça Guanabara e também semifinalista da Taça Rio. Na final da Taça Guanabara, contra o Botafogo, quando a não marcação de um pênalti a favor do America poderia ter mudado a história desta taça e do próprio campeonato, estiveram presentes cerca de 45 mil espectadores, o maior público do torneio. Além disso, teve 4 jogadores e seu treinador eleitos para a seleção deste campeonato, em que terminou na terceira colocação, posição repetida por 14 vezes pelo America na história do Campeonato Carioca. Com esta campanha, garantiu presença na Copa do Brasil de 2007.
Sua boa fase foi confirmada na Taça Guanabara de 2007, sendo semifinalista novamente, vencendo os clássicos contra Vasco (2 a 1), Fluminense (2 a 0) e Botafogo (2 a 1). Na série C do Brasileiro no mesmo ano, fez boa campanha (7 vitórias, 4 empates e 7 derrotas), mas não logrou o acesso ao se classificar em 12o, sendo desclassificado apenas na 3a fase.

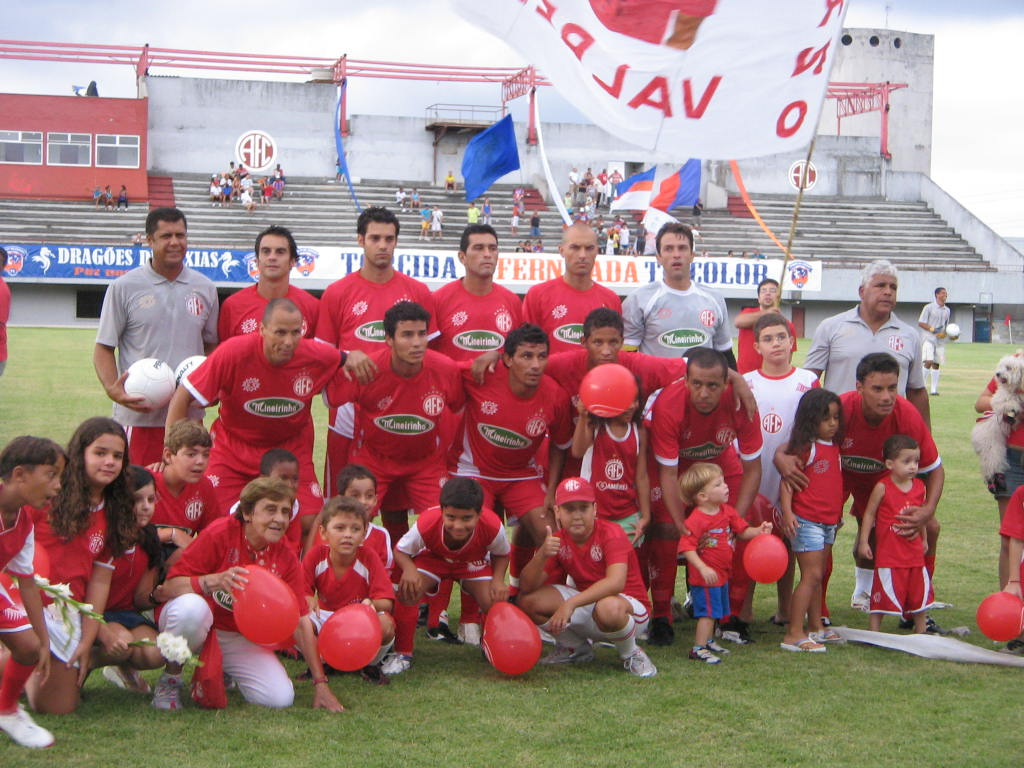
Formação de 2008 que foi rebaixada à Segunda Divisão.

Para o ano de 2008, o clube experimentou nova fase de decadência: o America apostou no experiente técnico Ademir Fonseca, mas após derrota sofrida na estreia para o Duque de Caxias, ele acabou demitido, sendo substituído interinamente por Jorge Vieira, então responsável pelo futebol que foi o técnico campeão carioca pelo clube rubro, em 1960, e posteriormente por Amarildo Tavares da Silveira, ex-jogador da Seleção Brasileira, apelidado de "O Possesso". Para a Taça Guanabara foi contratado Gaúcho para enfim tentar tirar o time da incômoda situação de ter de lutar contra o rebaixamento no Campeonato Carioca; Apesar da reação da equipe rubra na Taça Rio não houve resultado, pois a campanha culminou no rebaixamento que ocorreu em 5 de abril, o primeiro descenso estadual de sua história. O America houvera disputado até então cem campeonatos cariocas da divisão principal, estando atrás apenas de Fluminense e Botafogo em número de presenças nesta competição.

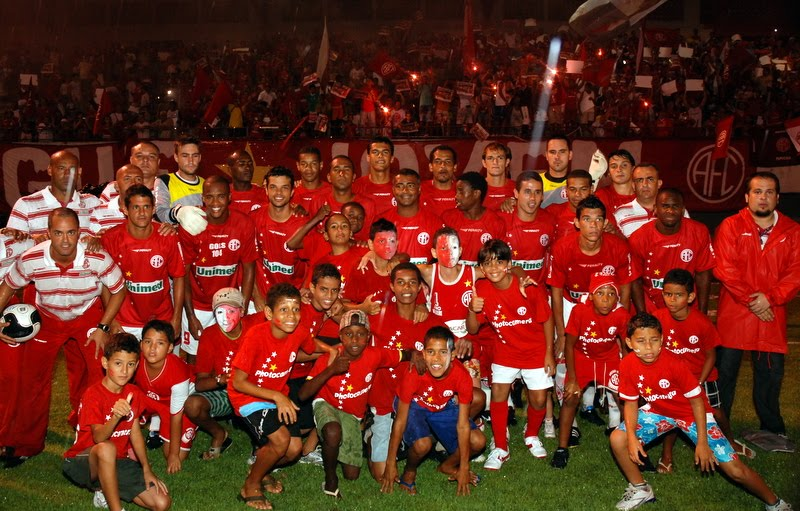
Jogadores do America, capitaneados por Romário, campeões da Série B do Rio de Janeiro em 2009.

Em 2009, Romário passou a colaborar com o clube. No Campeonato Estadual da Série B, o America garantiu o seu retorno à Série A, em 2010, ao ganhar do Nova Iguaçu Futebol Clube por 1 a 0, em 20 de novembro.
Ao vencer o Artsul Futebol Clube, na penúltima rodada, em 25 de novembro, em partida disputada debaixo de chuva, Romário fez o seu primeiro jogo oficial pelo America, que conseguiu um título após 27 anos de espera. No Campeonato Carioca da Segunda Divisão 2009, o America fez 36 jogos, com 26 vitórias, 5 empates, 5 derrotas, 77 gols a favor e 26 contra, além de ter o goleador da competição, Alexsandro (21 gols).
No Campeonato Carioca de 2010, o America terminou na quinta colocação, mas por muito pouco não chegou às semifinais da Taça Rio, vindo a lutar acirradamente por esta classificação até a última rodada. Após o fim da Taça Rio, o time rubro conquistou a Taça João Ellis Filho, vencendo o Boavista e depois derrotando o Macaé na partida final, por 4 a 2; Ausente das competições nacionais desde 2007, o clube disputou a série D, sendo prematuramente desclassificado na 1a fase, com 3 vitórias, 1 empate e 2 vitórias.
No Campeonato Carioca de 2011 o clube se preparou mal, trocou de técnico e de jogadores seguidas vezes. A crise chegou à própria direção do clube. O presidente Ulisses Salgado, bastante questionado internamente, se afastou do cargo alegando problemas de saúde. Todos esses problemas culminaram no segundo rebaixamento do America no Campeonato Estadual.
O Presidente do Clube foi substituído pelo presidente do Conselho Deliberativo, Vinicius Cordeiro, desde o dia 30 de março de 2011 até 13 de dezembro de 2013; nesse período, o America conseguiu paralisar um processo de leilão em sua sede em Campos Sales, tombada pelo prefeito Eduardo Paes; o America permaneceu na série B estadual, se classificando em 3º lugar no campeonato de 2013, apesar de realizar a melhor campanha, conquistando apenas o Torneio Extra da Capital na Série B, e ter o artilheiro da competição, Allan, com 18 gols; nas divisões de base, o America voltou a conquistar alguns títulos, voltando a revelar bons jogadores, e terminou o ano com o 7º lugar na Copa Rio, melhor colocação na competição desde 1994.
Em 2014, após a interinidade de Gilberto Cardeal, 1º vice-presidente no período anterior, e assumir em janeiro Leo Barros Almada, que depois foi efetivado na presidência, o America não fez uma boa campanha no estadual da Série B, sendo desclassificado ainda na 1ª fase, ficando na 11ª colocação na competição e 6º colocado na Copa Rio, apesar de ter o artilheiro da competição, pela primeira vez, Gilcimar, com 7 gols.
Em 2015, o clube seguiu jogando a série B do estadual. Novamente, foi desclassificado nas semifinais dos dois turnos, e fez a segunda melhor campanha na competição, se classificando  para o triangular final e conquistando o acesso de volta a elite do Carioca, após 4 anos na segunda divisão, em 15 de julho de 2015, após vencer o Americano com um resultado final de 2 a 0 a favor do Mecão. Ao vencer a Portuguesa debaixo de chuva no Estádio Luso Brasileiro por 2 a 1, em 25 de julho de 2015, o America sagrou-se campeão carioca da Série B de 2015, perante um público de 2.000 pessoas (1.600 pagantes), capacidade máxima liberada do estádio do oponente nesta ocasião.
Em 2016, de volta à primeira divisão, o America se classificou em nono lugar na Taça Guanabara, e fez péssima campanha na Taça Rio voltando a disputar no ano seguinte, a série B, desta vez denominada B1, do campeonato estadual. Novamente, em 2017, o America voltou à primeira divisão do estadual, sendo vice campeão da série B1, após conquistar a Taça Corcovado (segundo turno) na competição; infelizmente, no Campeonato Carioca de 2018, o clube fez uma péssima campanha, sendo novamente rebaixado, ficando em 15º lugar na competição, tendo que jogar novamente a série B1 no segundo semestre do ano, sagrando-se campeão dessa competição pela terceira vez, ao bater o Americano em jogo único, no estádio Nilton Santos (Engenhão), por 1 a 0. O técnico na conquista, foi o ídolo e ex jogador Luizinho Lemos.
A história dos anos anteriores infelizmente se repetiu em 2019, e após não se classificar na fase preliminar (seletiva) do Carioca, e o clube logo após disputou novamente a série B1 (segunda divisão). Em julho, venceu o primeiro turno da competição (Taça Santos Dumont), ao bater o Bonsucesso em jogo único, por 4 a 2. O técnico Luizinho Lemos, que permaneceu no comando da comissão técnica, sofreu um infarto durante a partida Nova Cidade 0 a 2 America, na segunda rodada da competição, e veio a falecer poucos dias após. Conseguiu o acesso novamente, pela terceira vez, ao se sagrar vice campeão da série B1, sendo derrotado na final pelo Friburguense AC. O artilheiro da competição foi o rubro Pedrinho, com 14 gols, seguido do também rubro Mateus Babi, com 11 tentos.
Em 2020, o America disputou a Série A do Campeonato Carioca, mas foi mal colocado, indo disputar novamente a Seletiva do Campeonato Carioca Série A de 2021. Afinal, disputou em 2021 novamente a 2a divisão do Estadual (agora, série A1), sem sucesso, classificando-se em 5o lugar, com 5 vitórias, 4 empates e 2 derrotas. ; na Copa Rio, ficou nas quartas, após 4 vitórias e 2 empates contra o Americano, saindo após a disputa por pênaltis; Em 2022, manteve a mesma colocação do ano anterior na 2a Divisão no Estadual (agora chamada de série A2) - a 5a colocação, com 3 vitórias, 4 empates e 4 derrotas.
Eventualmente, o clube também manteve equipes de futebol feminino, disputando algumas das competições nacionais (Copa do Brasil, Liga Nacional) ou estaduais em categorias de base (eventualmente no sub 17) ou principal, sem registrar continuidade. Em 2017, a equipe feminina foi a 3ª colocada no estadual, que voltou a disputar, posição idêntica a dez anos antes. Em 2022, o clube volta à disputa estadual.
Em 2023, Romário foi eleito presidente do clube.

## Outros esportes
O America foi pioneiro em vários esportes, olímpicos ou não, como o basquetebol, praticado no clube desde 1911, o voleibol (campeão carioca adulto em 1930, e juvenil em 1983), e o futebol de salão (depois futsal), sendo fundador nas federações destas modalidades esportivas; neste último, o clube foi campeão estadual na categoria principal em quatro oportunidades (a última em 1968), e registrado algumas conquistas nas divisões de base; o handebol registra algumas conquistas em categorias de base, tanto no masculino ou feminino, assim como o basquetebol rubro (Campeão da Taça Kanela adulto em 1983, vice campeão carioca em 1932 e 1986, no adulto masculino, bicampeão juvenil carioca 1944-45).
O basquetebol feminino rubro foi campeão carioca também por três vezes (1984, 86, 87, vice em 1988), e conquistou 5 títulos no feminino sub 19 (1960, 1984, 1986, 1988). Também disputa e disputou com equipes próprias o futebol de praia masculino e feminino, o Fut7 ou Society, em ambas modalidades, competindo em eventos estaduais, nacionais e até internacionais nestes esportes, com bons resultados. O clube também registrou incursões breves e bem sucedidas em esportes como a natação, pólo aquático, karatê, ginástica rítmica desportiva, futevôlei, handebol, peteca, e mesmo nos esportes paraolímpicos.